# Brunn an der Wild
Brunn an der Wild ist eine Gemeinde mit 862 Einwohnern (Stand 1. Jänner 2025) im Bezirk Horn in Niederösterreich.

## Geografie
Das Straßendorf Brunn an der Wild liegt im Waldviertel in Niederösterreich, etwa elf Straßenkilometer westlich von Horn. Die Wild ist das nördlich und westlich anschließende Waldgebiet. Die Fläche der Gemeinde umfasst 32,03 Quadratkilometer. 27,47 Prozent der Fläche sind bewaldet.

### Gemeindegliederung
Das Gemeindegebiet umfasst folgende zehn Ortschaften (in Klammern Einwohnerzahl Stand 1. Jänner 2025):
- Atzelsdorf (61)
- Brunn an der Wild (354)
- Dappach (59)
- Dietmannsdorf an der Wild (129) samt Wildhäuser
- Frankenreith (14)
- Fürwald (30)
- Neukirchen an der Wild (93)
- St. Marein (62)
- Waiden (47)
- Wutzendorf (13)

Die Gemeinde besteht aus den Katastralgemeinden Atzelsdorf, Brunn an der Wild, Dappach, Dietmannsdorf, Frankenreith, Fürwald, Neukirchen, St. Marein, Waiden und Wutzendorf.
Die Gemeinde ist Mitglied der Kleinregion Taffa-Thaya-Wild.
Mit der Niederösterreichischen Kommunalstrukturverbesserung wurden zum 1. Jänner 1968 die Gemeinden Brunn an der Wild und Dappach zur Gemeinde Brunn an der Wild zusammengelegt.

### Nachbargemeinden
|                      | Ludweis-Aigen                               | Irnfritz-Messern         |
| Göpfritz an der Wild | Kompassrose, die auf Nachbargemeinden zeigt | St. Bernhard-Frauenhofen |
|                      | Röhrenbach                                  |                          |

## Geschichte
Das Gemeindegebiet war bereits in der Jungsteinzeit besiedelt.
Erstmals urkundlich erwähnt wurde Brunn an der Wild in der zweiten Hälfte des 13. Jahrhunderts. Die Katastralgemeinde Dappach wurde 1135 zum ersten Mal urkundlich erwähnt, Dietmannsdorf an der Wild um 1180, Frankenreith 1252 und Neukirchen an der Wild 1076. Neukirchen an der Wild war in der zweiten Hälfte des 12. Jahrhunderts im Besitz der Grafen von Poigen und kam in der ersten Hälfte des 12. Jahrhunderts an deren Zweigfamilie der Grafen von Poigen-Hohenburg-Wildberg. In Dietmannsdorf an der Wild befanden sich im 15. und 16. Jahrhundert Eisen- und Silberbetriebe. Laut Adressbuch von Österreich waren im Jahr 1938 in der Ortsgemeinde Brunn an der Wild ein Arzt, ein Tierarzt, ein Bäcker, vier Fuhrwerker, zwei Gastwirte, ein Gemischtwarenhändler, zwei Schlosser, ein Schmied, zwei Schuster, ein Tischler, ein Wagner und mehrere Landwirte ansässig. Außerdem gab es eine Ziegelei.

### Einwohnerentwicklung
Die Einwohnerzahl von Brunn an der Wild sinkt seit vielen Jahren. War in den Jahren 1981 bis 1991 die Wanderungsbilanz stark negativ (−129), so sinkt derzeit die Bevölkerungszahl wegen einer negativen Geburtenbilanz.
| Brunn an der Wild: Einwohnerzahlen von 1869 bis 2025 | Brunn an der Wild: Einwohnerzahlen von 1869 bis 2025 | Brunn an der Wild: Einwohnerzahlen von 1869 bis 2025 | Brunn an der Wild: Einwohnerzahlen von 1869 bis 2025 | Brunn an der Wild: Einwohnerzahlen von 1869 bis 2025 |
| ---------------------------------------------------- | ---------------------------------------------------- | ---------------------------------------------------- | ---------------------------------------------------- | ---------------------------------------------------- |
| Jahr                                                 |                                                      |                                                      |                                                      | Einwohner                                            |
| 1869                                                 | 1869                                                 |                                                      | 1.423                                                | 1.423                                                |
| 1880                                                 | 1880                                                 |                                                      | 1.441                                                | 1.441                                                |
| 1890                                                 | 1890                                                 |                                                      | 1.436                                                | 1.436                                                |
| 1900                                                 | 1900                                                 |                                                      | 1.325                                                | 1.325                                                |
| 1910                                                 | 1910                                                 |                                                      | 1.344                                                | 1.344                                                |
| 1923                                                 | 1923                                                 |                                                      | 1.362                                                | 1.362                                                |
| 1934                                                 | 1934                                                 |                                                      | 1.273                                                | 1.273                                                |
| 1939                                                 | 1939                                                 |                                                      | 1.252                                                | 1.252                                                |
| 1951                                                 | 1951                                                 |                                                      | 1.126                                                | 1.126                                                |
| 1961                                                 | 1961                                                 |                                                      | 1.052                                                | 1.052                                                |
| 1971                                                 | 1971                                                 |                                                      | 1.019                                                | 1.019                                                |
| 1981                                                 | 1981                                                 |                                                      | 1.027                                                | 1.027                                                |
| 1991                                                 | 1991                                                 |                                                      | 891                                                  | 891                                                  |
| 2001                                                 | 2001                                                 |                                                      | 866                                                  | 866                                                  |
| 2011                                                 | 2011                                                 |                                                      | 858                                                  | 858                                                  |
| 2021                                                 | 2021                                                 |                                                      | 843                                                  | 843                                                  |
| 2025                                                 | 2025                                                 |                                                      | 862                                                  | 862                                                  |
| Quelle(n): Statistik Austria, Gebietsstand 1.1.2021  |                                                      |                                                      |                                                      |                                                      |

## Kultur und Sehenswürdigkeiten

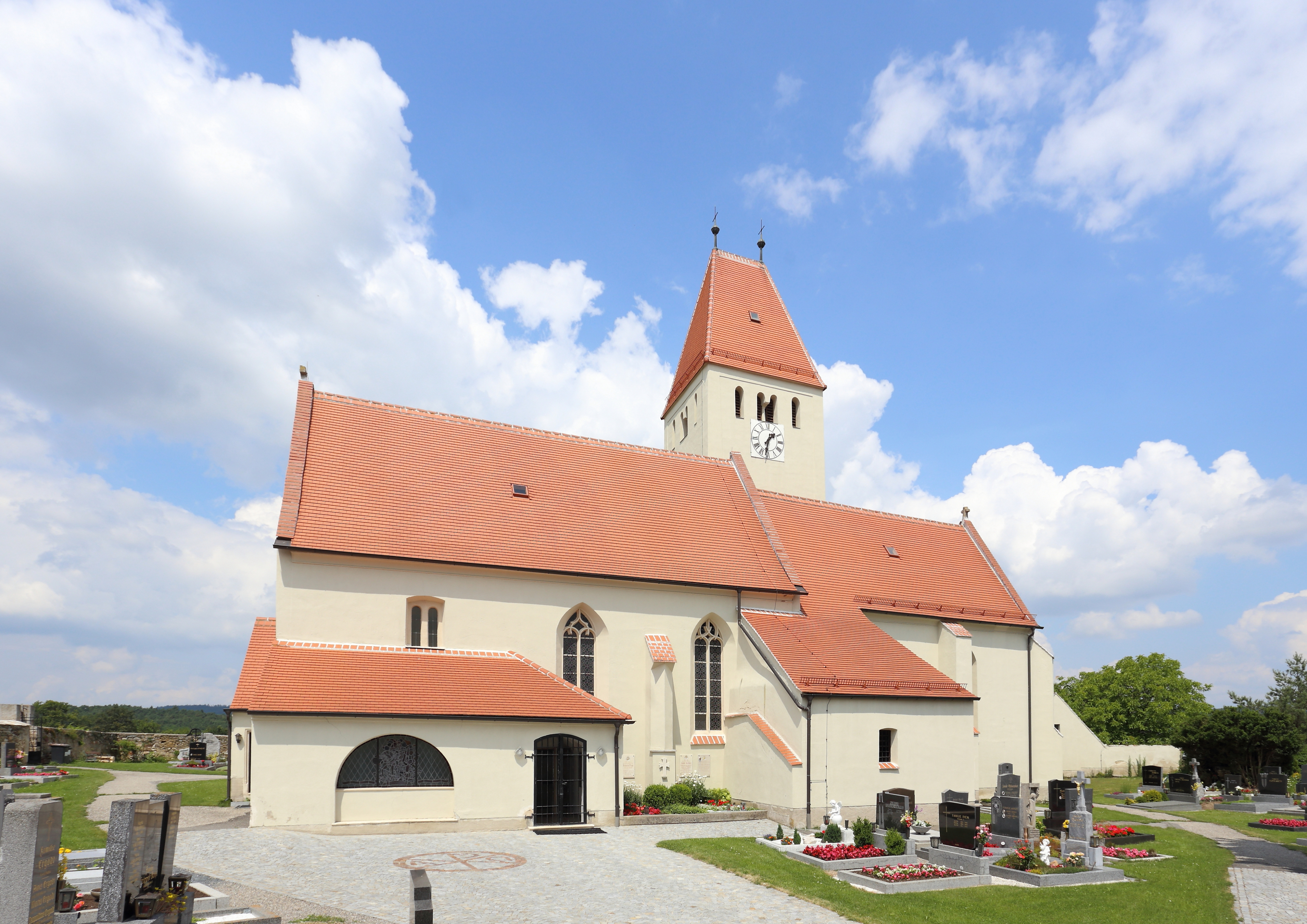
Pfarrkirche Neukirchen an der Wild

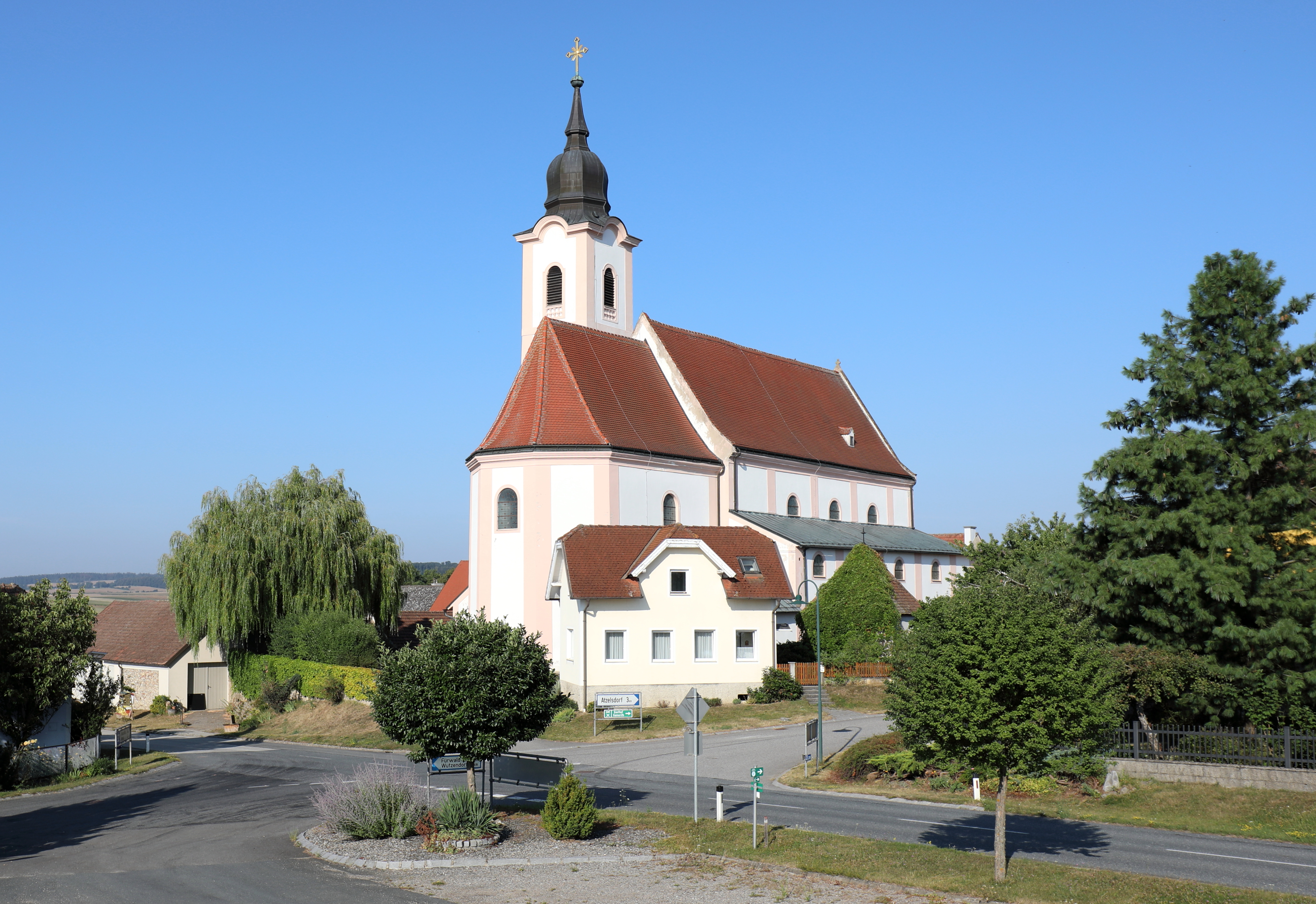
Pfarrkirche St. Marein in Niederösterreich

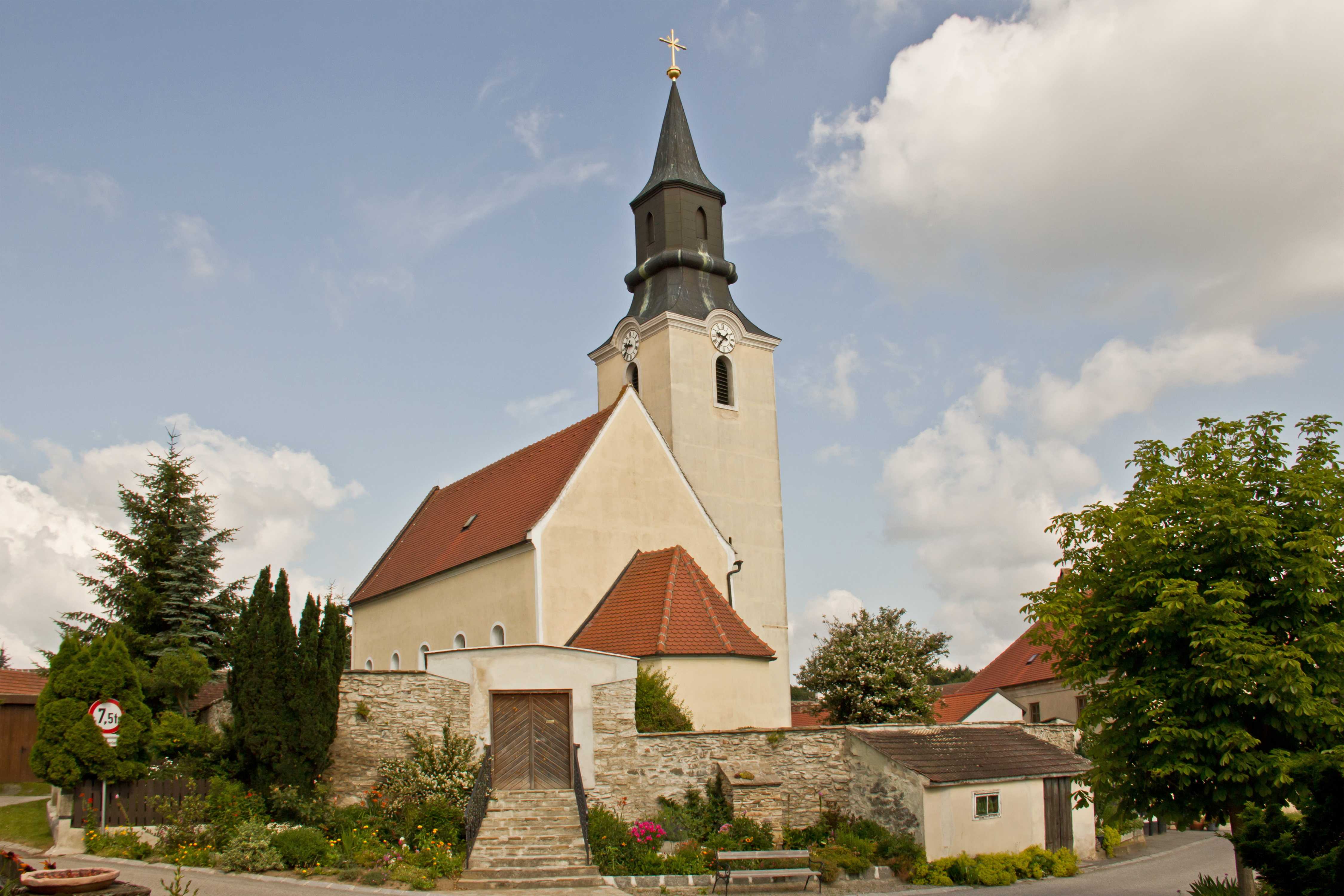
Pfarrkirche Dietmannsdorf an der Wild

### Bauwerke
- Katholische Pfarrkirche Neukirchen an der Wild hl. Martin: Die Kirche hat einen romanischen Turm und weitere romanische Mauerelemente sowie einen gotischen Chor. Ihr freistehender Hochaltar stammt aus dem Jahr 1766. Die Pfarrkirche von St. Marein zur heiligen Maria ist eine ehemalige Wallfahrtskirche und dem Stift Altenburg inkorporiert. Es handelt sich um ein barockes Bauwerk auf teilweise gotischen Grundmauern. Der zur Pfarrkirche gehörende Pfarrhof mit Bauelementen aus dem 16. Jahrhundert ist das ehemalige Schloss Sumarein. Nördlich von Atzelsdorf befindet sich auf einem Felsen an der Taffa ein Steinturm aus dem Mittelalter. Es befindet sich ein sehr schöner und sehenswerter Friedhof im Ort.
- Katholische Pfarrkirche St. Marein in Niederösterreich hl. Maria: Die ehemalige Wallfahrtskirche ist ein basilikaler Barockbau, der südseitig über gotischen Grundmauern errichtet wurde.
- Katholische Pfarrkirche Dietmannsdorf an der Wild hl. Laurentius
- In der Nähe St. Marein befindet sich als touristische Sehenswürdigkeiten das Schloss Greillenstein bzw. Stift Altenburg sowie das Alltagsmuseum in Neupölla. All diese Ausflugsziele lassen sich mit einer Radtour bequem besichtigen. Weiters verfügt St. Marein über ein öffentliches Bade-Biotop und ein Gasthaus mit gutbürgerlicher Küche.

### Naturdenkmäler
- Naturdenkmal HO-088: Winterlinde in Fürwald
- Naturdenkmal HO-089: Rosskastanie in Waiden
- Naturdenkmal HO-093: 3 Stieleichen in Frankenreith

### Regelmäßige Veranstaltungen
- Der traditionelle Adventmarkt in St. Marein am Hauptplatz findet jedes Jahr am letzten Novemberwochenende statt.

## Wirtschaft und Infrastruktur
Im Jahr 2010 gab es 77 land- und forstwirtschaftliche Betriebe, davon waren 41 Haupterwerbsbetriebe. Im Produktionssektor beschäftigten vierzehn Betriebe 81 Arbeitnehmer, überwiegend mit der Herstellung von Waren. Der Dienstleistungssektor gab in 34 Betrieben 112 Menschen Arbeit (Stand 2011).

### Bildung
In der Gemeinde gibt es einen Kindergarten und eine Volksschule.

### Verkehr
- Bahn: Brunn an der Wild hat keinen Bahn-Anschluss. Bahnhöfe in der Nähe befinden sich in Göpfritz an der Wild mit Verbindungen über die Franz-Josefs-Bahn nach Gmünd und Wien, sowie in Horn an der Kamptalbahn. Hier gibt es Verbindungen nach Sigmundsherberg an der Franz-Josefs-Bahn und nach Krems.[9]
- Bus: Von der Gemeinde gibt es Busverbindungen nach Horn, Litschau, Waidhofen an der Thaya und Direktverbindungen nach Wien.[10]
- Straße: Brunn an der Wild liegt am Kreuzungspunkt der Waldviertler Straße (B2) und der Gföhler Straße (B32).[11]

### Sport
Brunn an der Wild zeichnet sich durch vielfältige Freizeit- und Sportmöglichkeiten aus. In Dietmannsdorf, St. Marein und Brunn an der Wild befindet sich ein Badebiotop. 2003 wurde in Brunn die Freizeitanlage mit 2 Tennisplätzen, einem Fun-Court, einem Schwimmbiotop und einem Clubhaus errichtet.

## Politik

### Gemeinderat
Der Gemeinderat hat 15 Mitglieder.
- Nach den Gemeinderatswahlen in Niederösterreich 1990 hatte der Gemeinderat folgende Verteilung: 14 ÖVP und 1 SPÖ.
- Nach den Gemeinderatswahlen in Niederösterreich 1995 hatte der Gemeinderat folgende Verteilung: 13 ÖVP, 1 Bürgerliste und 1 FPÖ.[12]
- Nach den Gemeinderatswahlen in Niederösterreich 2000 hatte der Gemeinderat folgende Verteilung: 15 ÖVP.[13]
- Nach den Gemeinderatswahlen in Niederösterreich 2005 hatte der Gemeinderat folgende Verteilung: 12 ÖVP und 3 SPÖ.[14]
- Nach den Gemeinderatswahlen in Niederösterreich 2010 hatte der Gemeinderat folgende Verteilung: 13 ÖVP und 2 SPÖ.[15]
- Nach den Gemeinderatswahlen in Niederösterreich 2015 hatte der Gemeinderat folgende Verteilung: 12 ÖVP und 3 SPÖ.[16]
- Nach den Gemeinderatswahlen in Niederösterreich 2020 hatte der Gemeinderat folgende Verteilung: 14 ÖVP und 1 SPÖ.[17]
- Nach den Gemeinderatswahlen in Niederösterreich 2025 hat der Gemeinderat folgende Verteilung: 14 ÖVP und 1 SPÖ.[18]

### Bürgermeister
- 1996(?)–2016 Josef Gumpinger (ÖVP)
- 2016–2023 Elisabeth Allram (ÖVP)[19]
- seit 2023 Harald Frank (ÖVP)

## Persönlichkeiten

### Personen mit Bezug zur Gemeinde
- Robert N. Braun (1914–2007), Allgemeinmediziner, Ehrenbürger und Ehrenringträger der Gemeinde